# Lijst van grote Paraguayaanse steden

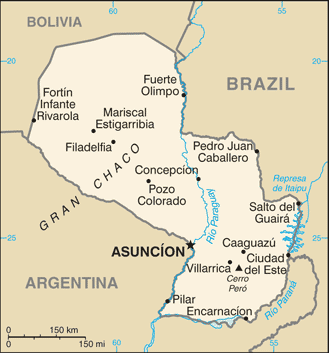
Grote steden in Paraguay

Dit is een lijst van grote steden in Paraguay. Het inwonertal is gebaseerd op de prognose voor 2018, van de Paraguayaanse overheidsdienst DGEEC.

## Steden met > 500.000 inwoners
- Asunción - 523.184

## Steden met > 100.000 en < 500.000 inwoners
- Ciudad del Este - 299.255
- Luque - 272.808
- San Lorenzo - 256.008
- Capiatá - 232.653
- Lambaré - 176.863
- Fernando de la Mora - 173.666
- Limpio - 140.991
- Ñemby - 135.337
- Encarnación - 131.840
- Caaguazú - 123.666
- Coronel Oviedo - 119.552
- Pedro Juan Caballero - 118.939
- Itauguá - 106.264
- Mariano Roque Alonso - 101.715

## Steden met > 50.000 en < 100.000 inwoners
- Presidente Franco - 98.805
- Minga Guazú - 86.755
- Concepción - 84.545
- Hernandarias - 79.036
- Itá - 78.839
- Villa Elisa - 78.619
- Areguá - 74.065
- Villarrica - 72.434
- San Antonio - 66.291
- Horqueta - 61.349
- Cambyretá - 56.183
- Caacupé - 56.047
- Curuguaty - 55.417
- San Estanislao - 55.137
- Julián Augusto Saldívar - 53.508
- Ypané - 52.688